# Dennis Hulme
Dennis Clive "Denny" Hulme (18 de juny de 1936 - 4 d'octubre de 1992) fou campió neozelandès de la Fórmula 1 de l'any 1967 amb l'equip Brabham.
Després va passar a l'equip McLaren i va tenir èxit a la sèrie de curses CanAm, que corria alhora que les de Formula 1, fins a la seva retirada de la F1 el 1974, però va continuar pilotant cotxes esportius a Austràlia i Nova Zelanda.
Hulme va morir competint a una cursa, per culpa d'un atac de cor al volant d'un BMW M3 durant el Bathurst 1000 a Austràlia, a l'edat de 56 anys.
Un cotxe anomenat Hulme.F1, en honor de Denny Hulme, ha estat desenvolupat recentment per la primera companyia neozelandesa de super-autos, la Supercars NZ.

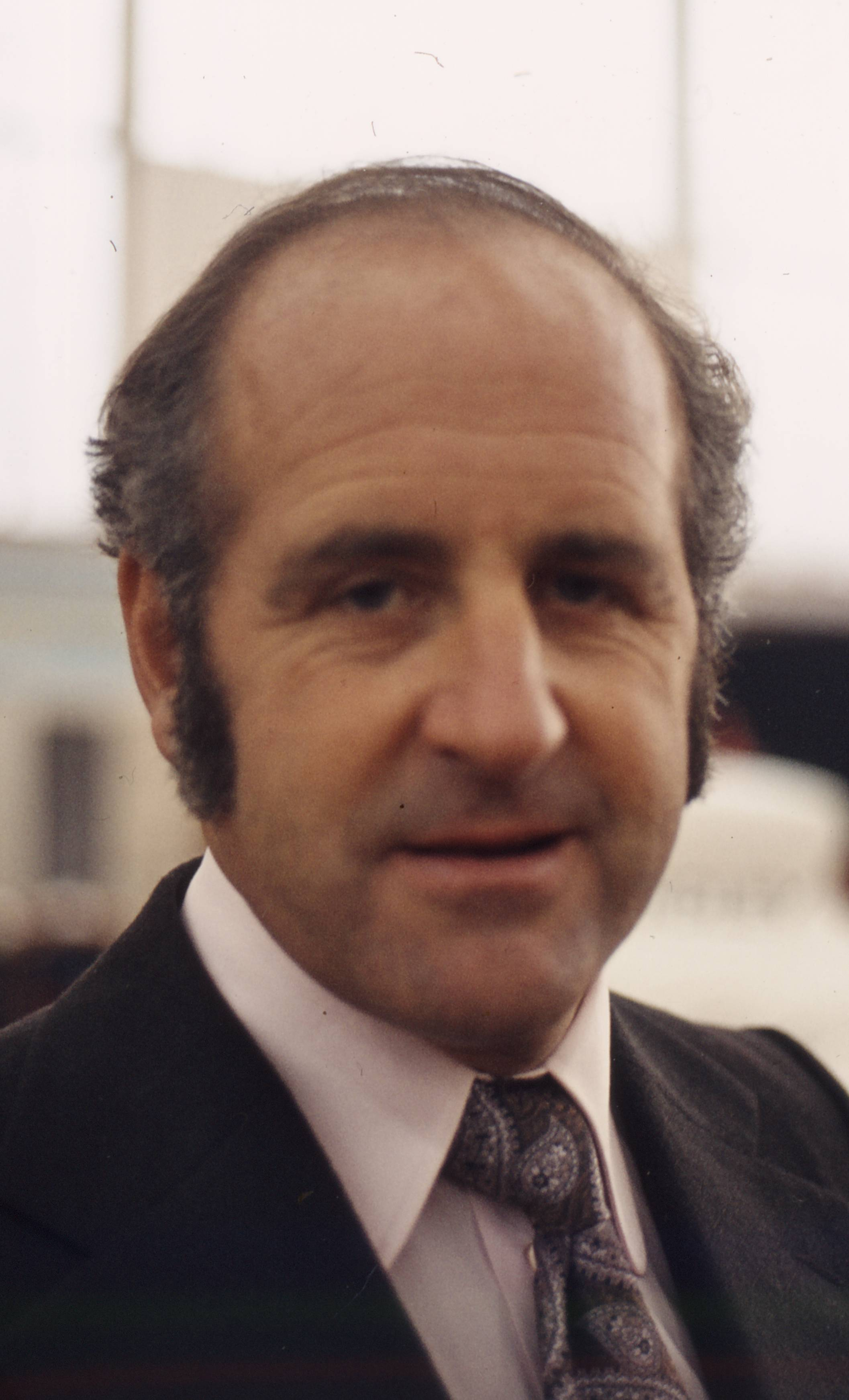
Dennis Hulme

## Palmarès
- Campionats mundials : 1
- Victòries : 8
- Poles : 1
- Podiums: 33

| Precedit per: Jack Brabham | Campió del món de Fórmula 1 1967 | Succeït per: Graham Hill |